# Ormyrus fernandinus
Ormyrus fernandinus is een vliesvleugelig insect uit de familie Ormyridae. De wetenschappelijke naam is voor het eerst geldig gepubliceerd in 2007 door Nieves-Aldrey, Hernández & Gómez.